# Жан Жорж Кастнер
Жан Жорж Кастнер (фр. Jean-Georges Kastner; 9 березня 1810, Страсбург — 19 грудня 1867, Париж) — французький композитор і музикознавець. Батько Ойгена Фрідріха Кастнера.

## Біографія
Перші уроки музики отримав від свого батька, органіста, почав писати музику в 16 років, в 17 років завершив фортеп'янний концерт. У 1827–1832 вивчав теологію в Страсбурзькому університеті, не залишаючи занять музикою. У рік закінчення університету він закінчив і свою першу оперу «Густав Васа», за якою слідували «Смерть Оскара» (нім. Oskars Tod; 1833) і «Сарацин» (нім. Der Sarazene; 1834); крім того, Кастнер написав в Страсбурзі три симфонії, п'ять увертюр, ряд творів для духового оркестру (оскільки деякий час керував місцевим військовим оркестром). Четверта опера Кастнера, «Цариця сарматів» (нім. Die Königin der Sarmaten), була нарешті поставлена в Страсбурзі 13 червня 1835 року — з таким успіхом, що муніципалітет надав молодому композиторові стипендію для вдосконалення майстерності в Парижі.
У Паризькій консерваторії основними наставниками Кастнера стали Антонін Рейха і Анрі Монтан Бертон, вони відразу високо оцінили, перш за все, теоретичний і педагогічний хист 25-річного музиканта: вже через рік їхній учень завершив роботу над «Загальним курсом інструментування» (фр. Traité general d’instrumentation), роком пізніше виданим під грифом Королівської академії витончених мистецтв; книга була підписана до друку комісією в складі найавторитетніших музикантів епохи на чолі з керівником консерваторії Луїджі Керубіні. Підручник Кастнера був негайно прийнятий для викладання в консерваторії і послужив моделлю для опублікованого сімома роками пізніше аналогічного трактату Гектора Берліоза, який багато років дружив з Кастнером: за словами відомого дослідника життя і творчості Берліоза Д. Керна Голомена, «в своїй праці Берліоз наче намагався випередити Кастнера в його ж власній концепції».

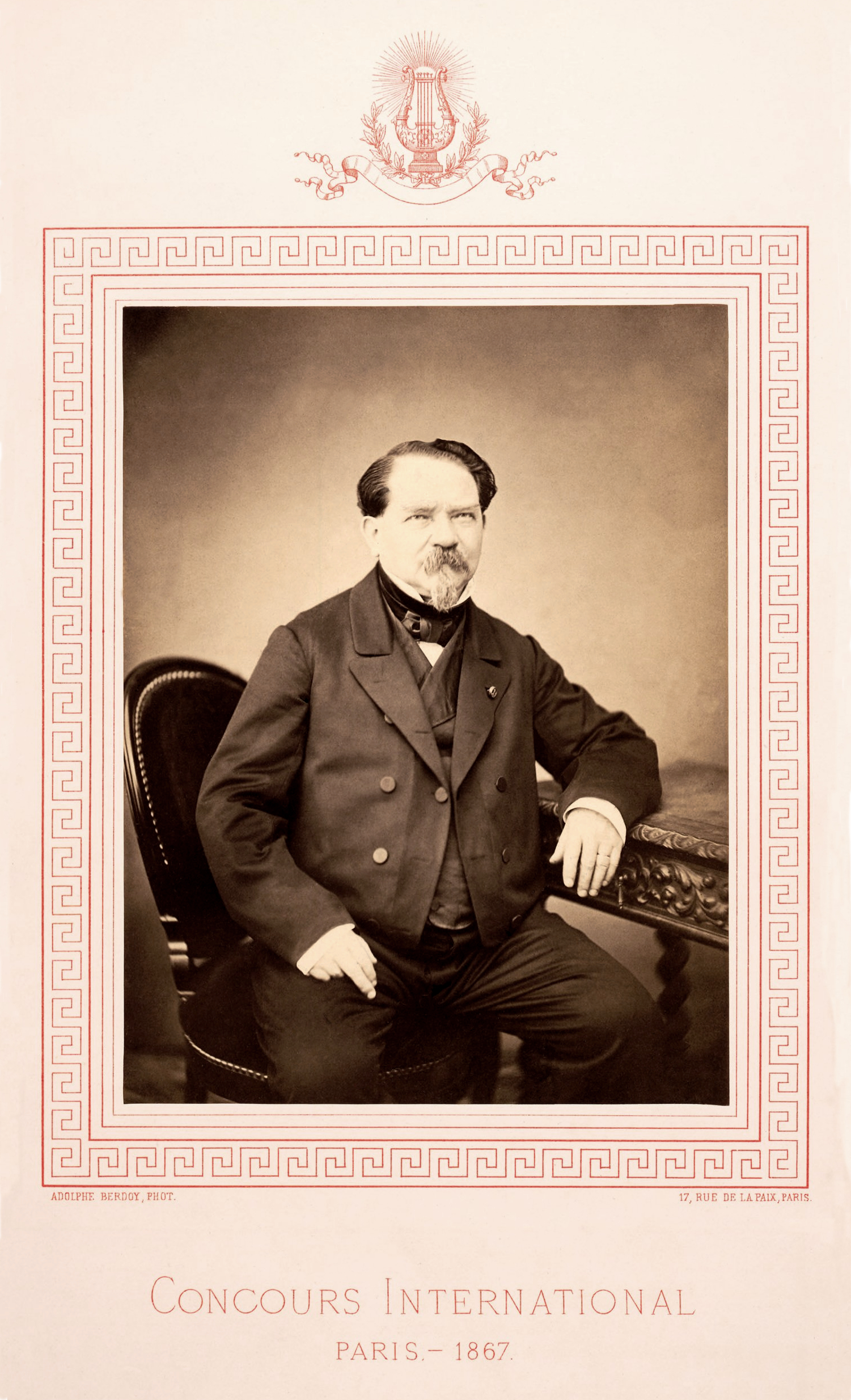
Жан Жорж Кастнер (1867)

Надалі Кастнер опублікував безліч інших навчальних посібників — як з інструментування, так і виконавства на різних інструментах, від литавр до саксофона, а також «Загальне керівництво по військовій музиці для французьких армій» (фр. Manuel général de musique militaire à l'usage des armées françaises; 1848). Кастнер також склав збори «Пісні французької армії» (фр. Les chants de l'armée française; 1855), наділивши його цінним історичним нарисом.
В паризький період Кастнер менше займався композицією. Він написав ще чотири опери (і дві незакінчені), з яких тільки «Маска» (італ. La maschera; 1841) була поставлена в Опера Комік, а «Останній цар Юдеї» (фр. Le dernier roi de Juda; 1844), цікава тим, що тут вперше в оперній партитурі був вжитий саксофон, вона була представлена в концертному виконанні. Кастнер був також одним з перших композиторів, що писали спеціально для саксофона. Крім того, до порівняно пізнього етапу творчості Кастнера відноситься численна фортеп'янна музика, особливо вальси.
Окрему своєрідну частину творчої спадщини Кастнера складають так звані «книги-партитури» (фр. livres-partitions) — твори для хору і оркестру, складені Кастнером як додаток до книг (літературний текст і партитура публікувалися під однією обкладинкою). Три такі книги були випущені Кастнером разом з Едуардом Тьєррі: «Танці смерті» (фр. Les danses des morts; 1852), присвячені темі «музика і смерть», «Голоси Парижа» (фр. Les voix de Paris; 1857), що розповідають про крики і розспіви вуличних і ринкових торговців від Середньовіччя до теперішнього часу, і «Музична пареміологія французької мови» (фр. Parémiologie musicale de la langue française; 1866).
Кастнер також багато друкувався як музичний критик, протягом 20 років Кастнер працював над великим музичним словником, який залишився незавершеним.

## Праці з музикознавства
- G. Kastner. Manuel general de musique militaire. Paris 1848